# St. Paris, Ohio
St. Paris là một làng thuộc quận Champaign, tiểu bang Ohio, Hoa Kỳ. Năm 2010, dân số của làng này là 2089 người.

## Dân số
- Dân số năm 2000: 1998 người.
- Dân số năm 2010: 2089 người.